# Марко Антонио де Матос Фильо
Марко Антонио де Матос Фильо  (роден на 3 юли 1986 в Пасо Фундо), по-известен като Маркиньо е бразилски футболист, играе като атакуващ полузащитник и се състезава за италианския Рома.

## Клубна кариера

### Кариера в Бразилия
Маркиньо започва да играе на юношеско ниво за Гаучо-ГР, преминава през няколко други клуба, докато не постъпва в школата на Вашко да Гама. По-късно преминава в школата на Палмейрас. Играе 6 години в различните юношески формации на клуба, докато през 2007 г. не е промотиран в първия състав на отбора.
Дебютътза първия отбор на Палмейрас прави на 18 януари 2007 г. в мач от шампионата на щата Паулища.
През август 2007 г. преминава в Ботафого, но не успява да пробие в първия състав и пподписва с отбора на Фигейренсе. Там намира място в титулярния състав и след отличен сезон се мести в отбора на Флуминенсе. В края на сезон 2009 Маркиньо вкарва гол срещу Коритиба за равенството 1-1, което оставя Флуминенсе в Бразилия Серия А, а Коритиба изпада във второто ниво на бразилския футбол.
През сезон 2010 г. е част от отбора на Флуминенсе, който печели титлата на Бразилия след 26 години чакане.

### Рома
На 31 януари 2012 г. Маркиньо преминава в италианския Рома под наем за 6 месеца с опция за закупуване.
На 19 февруари 2012 г. прави дебюта си за Рома срещу Парма. Първия си гол за клуба вкарва при победата с 5-2 над Новара. На 11 април 2012 г. отбелязва гол за победата с 3:1 над Удинезе.
През лятото на 2012 г. Рома закупува официално правата на Маркиньо от Флуминенсе за сумата от около 3.5 милиона евро.
Първият си гол за сезон 2012/13 вкарва при победата с 3-1 над Интер. Вторият си гол за сезона вкарва при загубата с 2-4 от Каляри.

## Успехи
- Бразилия Серия А: 2010